# Тарас Бульба (персонаж)
Тарас Бульба — главный герой повести Николая Гоголя «Тарас Бульба» ; казацкий предводитель, полковник Войска Запорожского.
Женат. Отец Остапа и Андрия. Убил своего младшего сына Андрия за измену, судя по описанию местности, в селе Слобода-Ярышевская. Ненавистник «ляхов» и «басурман». Противник татарских нашествий и незаконных торговых операций. Защитник казацкого населения. Участник неудачной военной кампании под Дубно на Волыни. Попал в плен по собственной неосмотрительности и сожжен заживо (возможная историческая основа — события 1638 года во время восстания Гуни и Остряницы). Судя по описанию местности, которое даёт Гоголь, Тарас Бульба погиб близ замка в городе Жванец Хмельницкой области.

## Характер

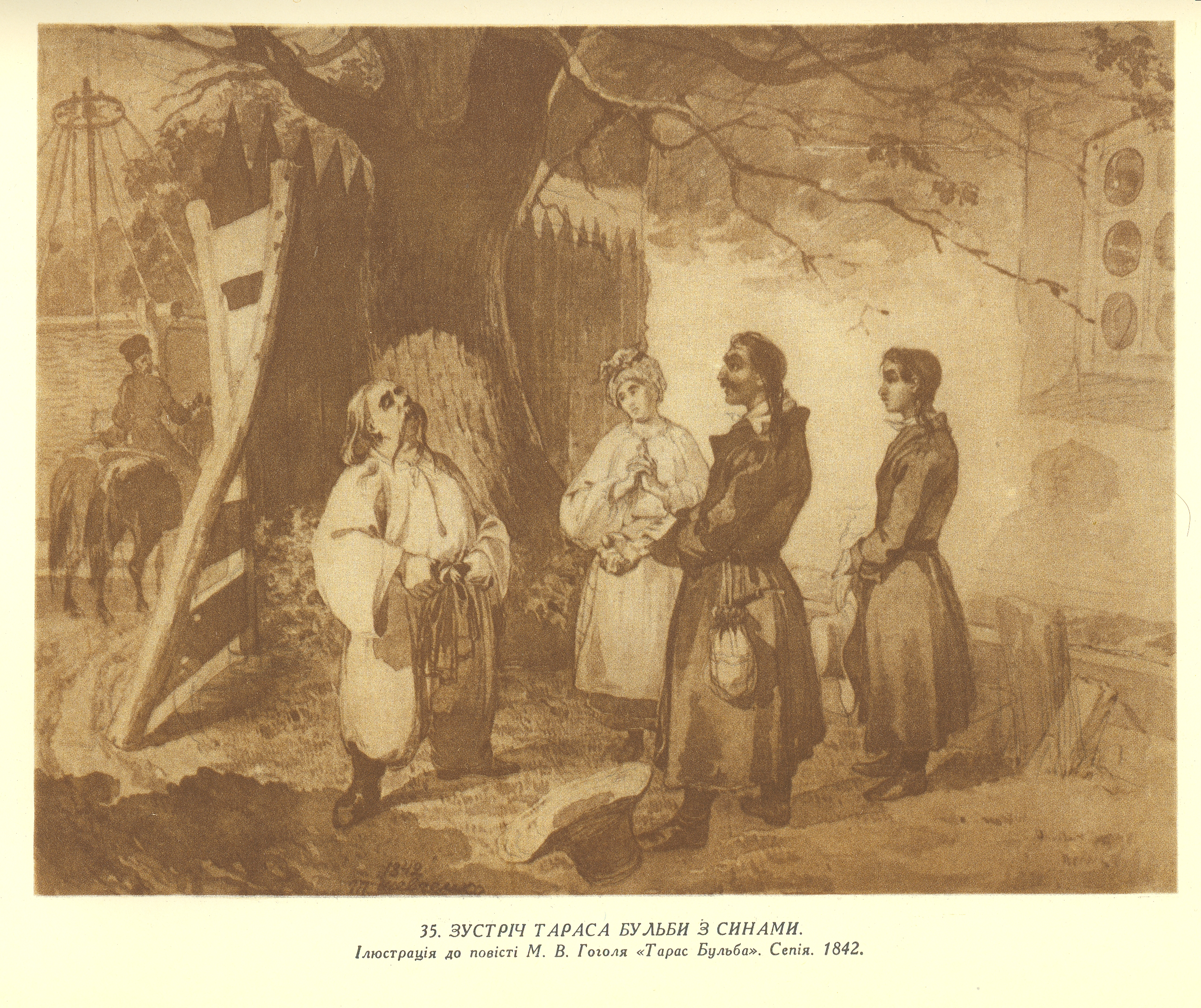
Тарас Шевченко «Встреча Тараса Бульбы с сыновьями». Иллюстрация к повести. 1842 год.

В разных редакциях повести описывается по-разному:
Редакция 1835. часть I 
Бульба был упрям страшно. Это был один из тех характеров, которые могли только возникнуть в грубый XV век, и притом на полукочующем Востоке Европы, во время правого и неправого понятия о землях, сделавшихся каким-то спорным, нерешенным владением, к каким принадлежала тогда Украйна… Вообще он был большой охотник до набегов и бунтов; он носом слышал, где и в каком месте вспыхивало возмущение, и уже как снег на голову являлся на коне своем. „Ну, дети! что и как? кого и за что нужно бить?“ - обыкновенно говорил он и вмешивался в дело.
Редакция 1842. часть I 
Бульба был упрям страшно. Это был один из тех характеров, которые могли возникнуть только в тяжелый XV век на полукочующем углу Европы, когда вся южная первобытная Россия, оставленная своими князьями, была опустошена, выжжена дотла неукротимыми набегами монгольских хищников… Вечно неугомонный, он считал себя законным защитником православия. Самоуправно входил в села, где только жаловались на притеснения арендаторов и на прибавку новых пошлин с дыма.

## Прототип

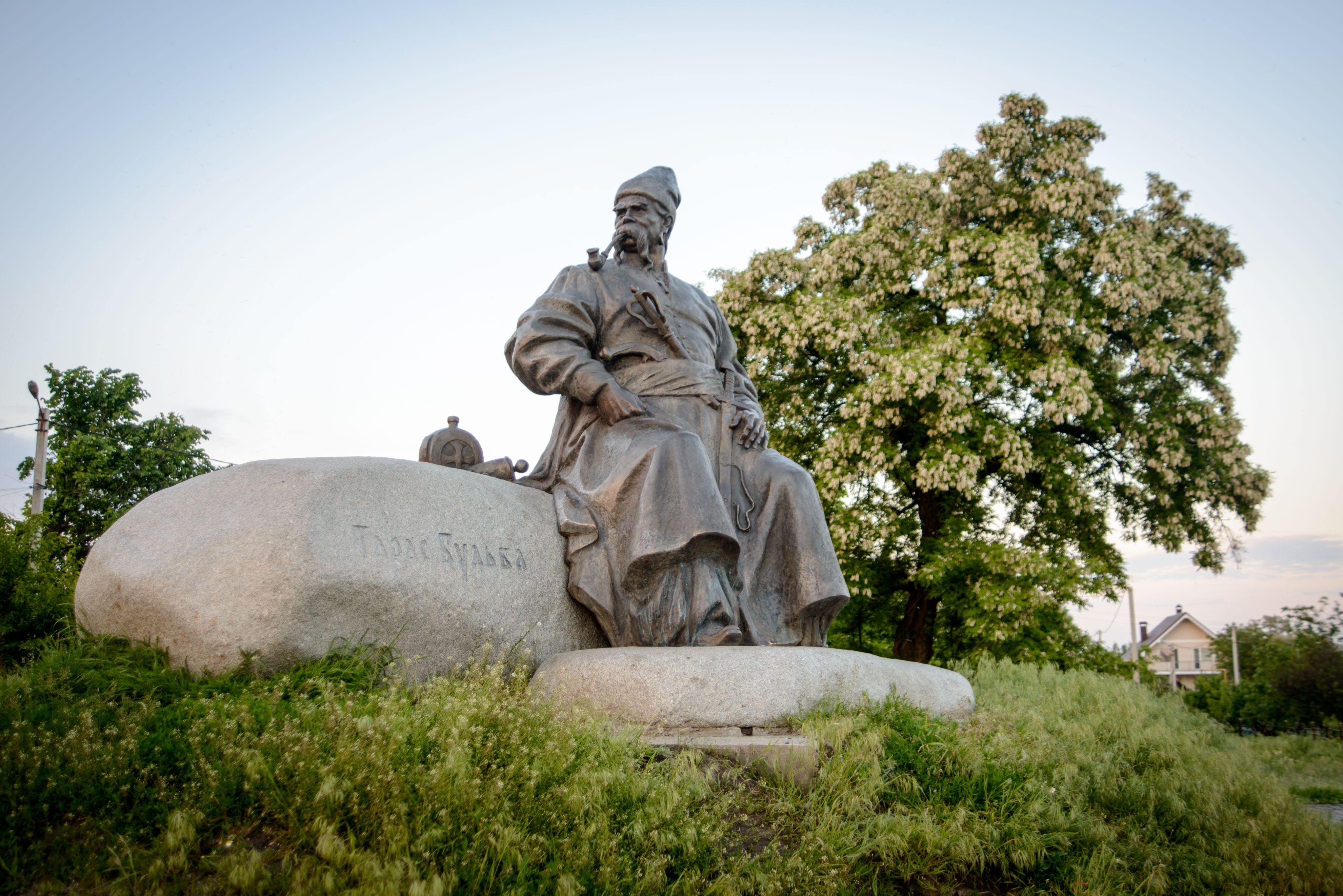
Памятник Тарасу Бульбе в Келеберде

Прототипом Тараса Бульбы был предок известного русского исследователя Миклухо-Маклая, атаман Войска Запорожского Низового Ефрем Жмых: Его дядя по отцовской линии учился и дружил с Николаем Гоголем. Тот, в свою очередь, заинтересовался семейным преданиям Миклух. Оказывается, их предок Ефрем Жмых был атаманом на Запорожье. За освобождение Украины из-под польской шляхты воевало трое его сыновей — Омелько, Назар и Хома. Назар влюбился в благородную барышню-польку, перешел на сторону поляков и скрылся в осажденной запорожцами крепости. Опозоренные братья решили похитить предателя. Но на обратном пути они наткнулись на стражу. Хома погиб в неравном бою, а Омельке с пленником удалось скрыться. Атаман собственноручно казнил сына-предателя.
Возможно, этот сюжет Гоголь положил в основу своего «Тараса Бульбы». Атаман Ефрем, предок Миклухо-Маклая — прямой прототип главного героя.
Такой же незаурядной личностью был и казак Степан Макуха по прозвищу Махлай, прадед Николая Миклухо-Маклая. Во время русско-турецкой войны 1788 года под Очаковом он командовал конной сотней. За военную смекалку и героизм ему дали чин хорунжего и наделили дворянским титулом. Казака вызвали в Петербург. Сама императрица Екатерина II преподнесла ему дворянскую грамоту и возложила на шею ленту с орденом Владимира I степени. Однако, казак оставался казаком, а по обычаю запорожцев рядом с фамилией на казенных бумагах должно было писаться прозвище казака. Назвать себя «жмыхом», то есть недотепой и лопухом, новоявленному дворянину очень не хотелось. И тогда он придумал себе малопонятную фамилию Миклухо, присоединив к нему прозвище с измененной буквой — Маклай. Впоследствии шотландцы считали его потомка, ученого Николая Миклухо-Маклая за своего, произнося его фамилию на шотландский лад: «Маклей».
Запорожец Ефрем Жмых и его победоносный правнук Степан были легендой и гордостью рода. Для рода Миклух их обоих олицетворял гоголевский Бульба. Образ этого почти реального персонажа маленький Коля Миклухо-Маклай постоянно видел у отца на столе. Сам путешественник называл себя не иначе, как потомком Тараса Бульбы. В письме к брату Сергею писал, что после смерти отца нашел документ, свидетельствующий об их дворянском роде с двойной фамилией Миклухо-Маклай и фамильным гербом: казак с поднятой саблей на фоне крепостных ворот.

## В массовой культуре
Наименование «Тарас Бульба» использовалось в массовой культуре после Гоголя для наименования персонажей и предметов, ничего общего не имевших с гоголевским Тарасом Бульбой. Так в первых двух и в 83-й серии мультсериала «Чёрный Плащ» «Час быка» действует персонаж Тарас Бульба (Taurus Bulba) — антропоморфный бык, который противостоит не только Чёрному плащу, но и группе отрицательных персонажей (которая его возвратила к жизни и в 83-й серии). В Бельгии с 2003 года выпускается марка пива «Taras Boulba».